# Eunice mindanavensis
Eunice mindanavensis är en ringmaskart som beskrevs av McIntosh 1885. Eunice mindanavensis ingår i släktet Eunice och familjen Eunicidae. Inga underarter finns listade i Catalogue of Life.